# Čang Tchaj-lej
Čang Tchaj-lej (čínsky pchin-jinem Zhāng Tàiléi, znaky tradiční 張太雷; červen 1898 – 12. prosince 1927) byl čínský komunistický revolucionář, ve 20. letech jeden z předních představitelů Komunistické strany Číny, roku 1927 člen jejího ústředního výboru a politbyra. Padl v boji během povstání v Kantonu.

## Život
Čang Tchaj-lej se narodil roku 1898 v okresu Wu-ťin na jihu provincie Ťiang-su v rodině úředníka. V roce 1919 absolvoval Pejjangskou univerzitu v Tchien-ťinu, účastnil se hnutí 4. května. Podílel se organizaci dělnického hnutí, vedl školu pro železničáře. V roce 1920 vstoupil do komunistického kroužku a stal se jedním ze zakladatelů Socialistického svazu mládeže Číny. Roku 1921 patřil mezi zakládající členy Komunistické strany Číny. Jako delegát KS Číny se v létě 1921 zúčastnil III. kongresu Kominterny, působil v čínském oddělení Dálněvýchodního byra Kominterny, roku 1922 jako představitel Kominterny navštívil Japonsko.
Roku 1923 se vrátil do Číny, vedl Socialistický svaz mládeže. Na III. sjezdu KS Číny v červnu 1923 podpořil směrnici Kominterny o individuálním vstupu komunistů do Kuomintangu a později se aktivně podílel na vytváření jednotné protiimperialistické fronty KS Číny a Kuomintangu, zejména vykonal mnoho práce na reorganizaci kuomintangské organizace v Šanghaji. V srpnu 1923 byl členem delegace vedené Čankajškem, kterou Sunjatsen vyslal do Sovětského svazu, aby studovala sovětské zkušenosti a vedla vojensko-politická jednání. V Sovětském svazu Čang zůstal do počátku roku 1925, studoval na Komunistické univerzitě pracujících Východu.
Na IV. sjezdu KS Číny v lednu 1925 byl zvolen kandidátem ústředního výboru, od ledna 1925 do května 1927 vedl Komunistický svaz mládeže Číny jako první tajemník jeho ústředního výkonného výboru. Na V. sjezdu v dubnu–květnu 1927 byl zvolen členem ústředního výboru. Na schůzi vedoucích představitelů KS Číny v Chan-kchou, svolané v červenci 1927 po odvolání Čchen Tu-sioua z funkce generálního tajemníka ÚV KS Číny, se stal členem prozatímního stálého výboru politbyra, o měsíc později však nebyl zařazen do nového prozatímního politbyra a byl jmenován tajemníkem kuangtungského provinčního výboru KS Číny. Nové vedení komunistické strany přehodnotilo taktiku politického ústupu a nastoupilo kurz protiofenzívy proti Kuomintangu.
Účastnil se povstání v Nan-čchangu v srpnu 1927. Byl hlavním organizátorem Kantonského povstání v prosinci 1927, byl zvolen úřadujícím předsedou povstalecké vlády (sovětu) a lidovým komisařem armády a námořnictva. Druhého dne povstání, 12. prosince, byl při návratu z lidového shromáždění zabit v boji s kontrarevolucionáři. V čele povstání ho nahradil Jie Tching.